# ATC kod M09
ATC kod M09 Drugi lekovi za poremećaje muskuloskeletalnog sistemaa su terapeutska podgrupa sistema za anatomsko terapeutsko hemijsku klasifikaciju. Ovaj sistem alfanumeričkih kodova je razvio  za klasifikaciju lekova i drugih medicinskih proizvoda.  Podgrupa M09 je deo anatomske grupe M Muskuloskeletalni sistem.

Kodovi za veterinarsku upotrebu (ATCvet kodovi) se mogu formirati stavljanjem slova Q ispred humanih ATC kodova: QM09... ATCvet kodovi bez odgovarajućeg humanog ATC koda su navedeni sa vodećim Q na sledećoj listi.
Nacionalna izdanja ATC klasifikacije mogu da obuhvataju dodatne kodove koji nisu prisutni na ovoj listi.

## M09A Drugi lekovi za poremećaje muskuloskeletalnog sistemaa

### M09AAHinini derivati
M09AA01 Hidrohinin
M09AA72 Hinin, kombinacije sa psiholepticima

### M09AB Enzimi
M09AB01 Himopapain
M09AB02 Kolagenaza clostridium histolyticum
M09AB52 Tripsin, kombinacije

### M09AX Drugi lekovi za poremećaje muskuloskeletalnog sistema
M09AX01 Hijaluronska kiselina
M09AX02 Hondrocitni, autolozi
QM09AX99 Kombinacije